# Glenade Lough SAC
Glenade Lough SAC este o arie protejată (arie specială de conservare — SAC, sit de importanță comunitară — SCI) din Irlanda întinsă pe o suprafață de 115,02 ha, integral pe uscat.

## Localizare
Centrul sitului Glenade Lough SAC este situat la coordonatele 54°21′52″N 8°16′17″W / 54.364528°N 8.271284°V.

## Înființare
Situl Glenade Lough SAC a fost declarat sit de importanță comunitară în august 1997 pentru a proteja 1 specie de plante și 1 specie de animale. Situl a fost protejat și ca arie specială de conservare în mai 2016.

## Biodiversitate
Situată în ecoregiunea atlantică, aria protejată conține 1 habitat natural: Lacuri eutrofice naturale cu vegetație de tip Magnopotamion sau Hydrocharition.
La baza desemnării sitului se află mai multe specii protejate:
- plante (1): Najas flexilis
- nevertebrate (1): Austropotamobius pallipes